# Stephen L. Harris
Stephen L. Harris (Aberdeen, 5 febbraio 1937 – Sacramento (California), 14 aprile 2019) è stato un docente e biblista statunitense.
In merito al Vangelo secondo Marco, nel volume intitolato Understanding the Bible sostenne che il testo è anonimo, presenta Gesù come uomo d'azione e i discepoli come uomini in difficoltà nel comprendere le parabole e le conseguenze dei suoi miracoli.

## Biografia
Dopo aver conseguito il Master of Arts e il dottorato presso l'Università Cornell, Stephen L.Harris divenne professore di studi umanistici e religiosi presso l'Università statale della California di Sacramento, dove per dieci anni ricoprì la carica di preside del relativo dipartimento. In seguito, fu nominato fellow della Woodrow Wilson Foundation. Fu membro del Jesus Seminar, dell'American Academy of Religion e del Westar Institute.
Cresciuto nello stato occidentale di Washington, la vista del Monte Rainier e il nonno ispirarono in lui uno spiccato interesse per la geologia, che si tradusse per tutta la vita in una ricerca relativa potenziale eruttivo dei vulcani della Catena delle Cascate, di cui fu un'autorità ampiamente nota.
Harris tenne un corso educativo per adulti presso a chiesa metodista di San Marco, Sacramento, per il quale adottò il proprio volume intitolato  The Old Testament: An Introduction to the Hebrew Bible (L'Antico Testamento: un'introduzione alla Bibbia ebraica). Il corso aveva come tema Evolving Concepts of God (l'evoluzione del concetto di Dio).
Morì di cancro a Sacramento all'età di 82 anni.

## Opere
- Stephen L. Harris, Exploring the Bible, McGraw-Hill, 2009,  p. 480, ISBN 978-0-07-340736-4.
- Stephen L. Harris, The New Testament: A Student's Introduction, McGraw-Hill, 2008,  p. 528, ISBN 978-0-07-287601-7.
- Stephen L. Harris e Robert Platzner, The Old Testament: An Introduction to the Hebrew Bible, McGraw-Hill, 2007,  p. 528, ISBN 978-0-07-299051-5.
- Stephen L. Harris e Gloria Platzner, Classical Mythology: Images and Insights, McGraw-Hill, 2007,  p. 1152, ISBN 978-0-07-353567-8.
- Stephen L. Harris, Fire Mountains of the West: The Cascade and Mono Lake Volcanoes, Roadside Geology Series, 3ª ed., Missoula, Mont., Mountain Press Publishing Company, 2005,  pp. 454, ISBN 978-0-87842-220-3.
- Stephen L. Harris, Archaeology and Volcanism, in Haraldur Sigurdsson, Bruce Houghton, Hazel Rymer, John Stix e Steve McNutt (a cura di), Encyclopedia of Volcanoes, San Diego, Cal., Academic Press, 2000,  pp. 1301–1314, ISBN 978-0-12-643140-7.
- Stephen L. Harris, Agents of Chaos: Earthquakes, Volcanoes and Other Natural Disasters, Missoula, Mont., Mountain Press Publishing Company, 1990,  pp. 260.
- Stephen L. Harris, Understanding the Bible, Palo Alto, Cal., Mayfield, 1985.
- Stephen L. Harris, Fire & Ice: The Cascade Volcanoes, Seattle, Wash., The Mountaineers and Pacific Search Press, 1980, ISBN 0-89886-009-1.
- Restless Earth.(National Geographic Books)